# Villanypásztor

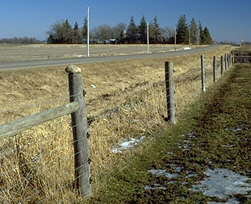
Az oszlopoktól a vezetékek fekete színű szigetelőkkel vannak elválasztva az esetleges földzárlat kialakulásának kivédése miatt

A villanypásztor egyfajta elektromos kerítés, amely impulzusokat generál az állatok kerítésen belül tartása érdekében. A villanypásztor által előállított feszültség több ezer voltos, azonban az emberekre és az állatokra veszélytelen, mivel az áramerőssége kicsi, de kellemetlen, csípő érzéssel jár a vezeték megérintése.

## Működési elve
A villanypásztor működési elve a nagyjából másodpercenként 1 impulzus, aminek jellemzői: feszültség 2000–10 000 Volt, kis áramerősség (legfeljebb 6 Joule energia),  max. 10 msec impulzusszélesség.
2006-ban az Európai unió új szabványt vezetett be a villanypásztorok, azaz elektromos kerítések létesítésére 3 év felkészülést hagyva az átállásra. A szabvány percenként max. 60 impulzus mellett legfeljebb 6 Joule energiát leadó készüléket enged forgalmazni és üzemeltetni.

## Villanypásztor táplálási típusai
A  villanypásztor-tápláló készülékek két fő csoportra oszthatók: hálózatról üzemeltethető, illetve az akkumulátoros üzemű, napelemmel is kiegészíthető villanypásztorok.
A hálózatról működő villanypásztorok legfontosabb előnye a megbízható működés, aránylag kis fogyasztás mellett (1–15 W teljesítmény) magas teljesítés várható jóval olcsóbb, állandó üzemre alkalmas. A LACME BIpulstronic technológia (gyors lefutási ciklus, párhuzamos kisülés) tökéletesen veszélytelen az állat számára a szabványnak megfelel, kiemelt őrzésbiztonságot nyújt. Másik fontos szempont a vagyonbiztonság. GSM alapú riasztórendszer csatlakoztatható a LACME Secur Alt készülékekhez, amelyek riasztanak a rendszerfeszültség beállított kritikus érték alá esésekor.
Az akkumulátoros villanypásztor-készülékek, melyek napelemmel, áramfejlesztő szélmotorral is kiegészíthetők. Azokon a területeken ajánlott, ahol nincsen kiépítve az elektromos hálózat. Előnye a könnyű áttelepíthetőség, hátrányai a kiemelt ellenőrzési-gondozási igény, magasabb ár, viszonylag alacsonyabb teljesítmény.
A 2008-ban piacra került új LACME Secur sorozat egy felhasználóbarát készülékcsaláddá tökéletesedett. A karbantartás során speciális mérőműszert alkalmazzunk, ezzel nem csak a rendszer mérhető, hanem a földelés hatékonyságát is ellenőrizhetjük.